# Yūga Tarumi
Yūga Tarumi (垂水優芽?, Tarumi Yūga; Kusatsu, 2 novembre 2000) è un pallavolista giapponese, schiacciatore del Cisterna.

## Carriera

### Club
La carriera di Yuga Tarumi inizia nel 2016 a livello scolastico con il Rakunan, per poi proseguire in ambito universitario, nel 2019, con il Tsukuba Daigaku. Dopo la laurea, viene ingaggiato dai Panasonic Panthers, in V.League Division 1, con cui debutta nei play-off scudetto della stagione 2022-23 e vincendo la Coppa dell'Imperatore 2023.
Nell'annata 2024-25 si trasferisce in Italia per giocare con il Cisterna, in Superlega.

### Nazionale
Nel 2023 ottiene le prime convocazioni nella nazionale giapponese.

## Palmarès

### Club
- Coppa dell'Imperatore: 1

2023